# 498 Tokio
498 Tokio eller A902 XA är en asteroid i huvudbältet, som upptäcktes 2 december 1902 av den franske astronomen Auguste Charlois. Den har fått sitt namn efter den japanska huvudstaden Tokyo.
Asteroiden har en diameter på ungefär 81 kilometer.